# 2151 Hadwiger
2151 Hadwiger (1977 VX) là một tiểu hành tinh vành đai chính được phát hiện ngày 3 tháng 11 năm 1977 bởi Wild, P. ở Zimmerwald. Nó được đặt theo tên Swiss nhà toán học Hugo Hadwiger.